# 三村申吾
三村申吾（日语：／ Mimura Shingo ?，1956年4月16日—），是日本政治人物，第17-21任青森縣知事。
父親三村輝文原是青森縣議會議員，2003年至2011年父子二人曾任縣知事、縣議會議員。東京大學文學部的同期生妻子三村三千代是八戶學院大學短期大學客座教授，專業是國文學，特別是古典文學。

## 經歷
2003年6月辭去衆議院議員職務。木村守男辭職後，他在自民、公明、保守新3黨的推薦下參加青森縣知事選舉，擊敗弘前學院大學研究生院教授橫山北斗(後爲衆議院議員)等人，當選爲縣知事。雖然他在2007年的青森縣知事選舉中再次當選，但青森縣民對縣知事選舉的關注度下降，投票率創下歷史最低記錄38.45%。2011年的知事選舉中，雖然實現了3次連任，但投票率僅爲史上第二低的41.52%。在2015年青森縣知事選舉中，以大比分擊敗社會民主黨、日本共產黨的社共同鬥爭推薦的候選人，實現了縣政史上第三位的4次連任。在2019年的知事選舉中，擊敗牙科醫生佐原若子，成爲青森縣史上首次5次當選。